# Dirk Müller (Synchronsprecher)

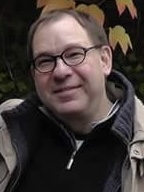
Dirk Müller (2016)

Dirk Müller (* 3. Februar 1965 in Viersen) ist ein deutscher Synchron- und Hörspielsprecher, sowie Dialogregisseur.

## Werdegang
Seit 1992 ist Müller als Synchronsprecher tätig. Er ist unter anderem als die deutsche Stimme von Robert Lamb als Colt in Matrix Reloaded und Matrix Revolutions, Jason Narvy als Eugene 'Skull' Skullovitch in Power Rangers – Der Film und Power Rangers - Der Power Rangers-Film oder Robert Stanton (Gigantisch und Jason Bourne) bekannt. Große Bekanntheit erlangte er als Nachrichtensprecher Greg Corbin in der Animationsserie American Dad. Müller ist auch als Synchronregisseur tätig, so schrieb er unter anderem die Dialogbücher und führte Dialogregie bei Poldark, Shadowhunters oder Das Damengambit.
Als Hörspielsprecher arbeitet er seit 1995, vorwiegend für den WDR.
Müller lebt mit seiner Familie in Kleinmachnow. Sein Sohn, Julius Brandt, war ebenfalls als Synchronsprecher aktiv.

## Synchronisation (Auswahl)

### Filme
- 1992: Robert Patrick als Bad Cop/T-1000 in Wayne’s World
- 1993: Jaime Tirelli als Valentin in Carlito’s Way
- 1993: Jimmy Lackie als Techniker in Die Firma
- 1993: Ron Pitts als Kommentator in Hot Shots! Der zweite Versuch
- 1994: Weird Al Yankovic als Al Yankovic in Die nackte Kanone 33⅓
- 1994: Horatio Sanz als Krankenpfleger in Das Wunder von Manhattan
- 1995: Ed Amatrudo als Äther Van Boss in Bad Boys – Harte Jungs
- 1995: Takashi Matsuyama als Straftäter in Ghost in the Shell (DVD-Synchronisation: 2005)
- 1995: Tim Ransom als Tommy Hull in Outbreak – Lautlose Killer
- 1995: Jason Narvy als Eugene 'Skull' Skullovitch in Power Rangers – Der Film
- 1995: Michael Badalucco als Tontechniker in Sonny Boys
- 1996: Vincent Laresca als Abra in William Shakespeares Romeo + Julia
- 1997: Jay Lacopo als Immobilienmakler in Speed 2
- 2000: Jesse Lenat als Todd Rundgren in Meat Loaf: To Hell and Back
- 2000: Damian Young als Mann mit Armee-Jacke in Unbreakable – Unzerbrechlich
- 2002: Doug Wax als Computer in Star Trek: Nemesis
- 2002: Struan Rodger als Ben Harrington in Sherlock
- 2003: Peter Lamb als Colt in Matrix Reloaded
- 2003: Peter Lamb als Colt in Matrix Revolutions
- 2003: Robert Alonzo als Jose Barrera/Mark Hicks als Detective Bell in Terminator 3 – Rebellion der Maschinen
- 2004: Dave Ruby als Opie in Breaking Dawn
- 2004: Jack Plotnick als Autoverleiher in Meine Frau, ihre Schwiegereltern und ich
- 2005: Paul Soter als Reporter Rick Shakely in Ein Duke kommt selten allein
- 2005: als Jeopardy Quizmaster in The Fog – Nebel des Grauens
- 2007: Patrick Ligardes als Waffenkäufer in Hitman – Jeder stirbt alleine
- 2009: Jason Brooks als Romulanischer Steuermann in Star Trek
- 2010: als Ansager in Percy Jackson – Diebe im Olymp
- 2012: Mike Nikitas als Nachrichtensprecher in Ted
- 2013: Toby Hadoke als Cyril der Barkeeper/Lee Moulds als Regieassistent in Ein Abenteuer in Raum und Zeit
- 2014: Kirk Taylor als Cop in The Angriest Man in Brooklyn
- 2014: Rich Grosso als Rex in Asian School Girls
- 2014: Ryuuzou Hasuike als Nachrichtensprecher in Detektiv Conan – Der Scharfschütze aus einer anderen Dimension
- 2014: Kirk Heuser als Reporter in The Dorm
- 2014: Bill Murray als Ice Pick in Dumm und Dümmehr
- 2014: Nachrichtensprecher in Edge of Tomorrow
- 2014: Adrian G. Griffiths als George O'Connor in A Fighting Man
- 2014: G. Scott Paterson als Ansager in A Fighting Man
- 2014: Dylan Kenin als Capt. Edward Christie in Good Kill – Tod aus der Luft
- 2014: Steve Hajdu als Spiritualist in Houdini
- 2014: Steve Le Marquand als Sam in Kill Me Three Times – Man stirbt nur dreimal
- 2014: Brendan Hunt als Gruppenmitglied in Kill the Boss 2
- 2014: Mathew St. Patrick als Wayne in Kristy – Lauf um dein Leben
- 2014: Danny Mastrogiorgio als Officer Eisenhower in Leben und Sterben in God's Pocket
- 2014: Frédéric Pellegeay als Rekrutierer in Liebe auf den ersten Schlag
- 2014: Fred Lebelge als Moderator in Missbrauch von Schwäche
- 2014: Frédéric Saurel als Bäcker in Monsieur Claude und seine Töchter
- 2014: Rick Chambers als Ben Waterman (erste Szene) in Nightcrawler – Jede Nacht hat ihren Preis
- 2014: Timothy John Smith als Both Ways Bobby in Der Richter – Recht oder Ehre
- 2014: Harry Attwell als Rathaus-Sprecher in Testament of Youth
- 2015: Jesse Bean als Verkäufer in Beautiful & Twisted
- 2015: Drew Rausch als Deputy in Curve
- 2015: Serban Celea als Sir Wulfric in Dragonheart 3: Fluch Des Druiden
- 2015: Don Stark als Onkel Frank in Hello, My Name Is Doris
- 2015: Radiosprecher in Lake Placid vs. Anaconda
- 2015: Jason Small als Leichenbeschauer in Lake Placid vs. Anaconda
- 2015: Kicker Robinson als Commander Sumner in Roboshark
- 2015: John Burke als Reporter in Sicario
- 2015: Larry Day als Texanischer Tourist in The Walk
- 2016: Peter Berg als Mann beim MIT Eingang in Boston
- 2016: Doug Morency als Turnieransager in Emma's Chance
- 2016: Bharat Bhatiya als Vorsteher der Bergleute in Das Geheimnis der verschollenen Stadt - Mohenjo Daro
- 2016: David Asavanond als MMA Ringsprecher in Hard Target 2
- 2016: John Atwood als Nachrichtensprecher #1 in Hidden Figures – Unerkannte Heldinnen
- 2016: als Radiosprecher in Home Invasion
- 2016: Larry Fessenden als Roy in Valley of Violence
- 2016: Robert Stanton als John Burroughs in Jason Bourne
- 2016: James Jordan als Scott in Message from the King
- 2016: Chip Chuipka als Barkeeper in Rendezvous mit einem Eisbär
- 2016: Bill Murphey als Mike in Umweg nach Hause
- 2017: Tim Freeman als Joe in Frau Holle - Der Fluch des Bösen
- 2017: Yuji Kondo als Football-Kommentator #1 in Genocidal Organ
- 2017: Hiroomi Tamaru als Barry Nelson in Genocidal Organ
- 2017: Richard Gonzales als Busfahrer in Handsome: Ein Netflix-Krimi
- 2018: Paul Lancaster als Nachrichtensprecher in Der ägyptische Spion, der Israel rettete (The Angel)
- 2018: Victor Slezak als Wes Thompson in Land der Gewohnheit
- 2018: Antoine Basler als Perrin in Vidocq - Herrscher der Unterwelt

### Serien
- 2016: Cory Blevins als Scheidungsanwalt in American Crime Story
- 2016: Barry Aird als Frank Dupont in Berlin Station
- 2016: Danny Mastrogiorgio als Eric 'Ike' Isaacson in Billions
- 2016: Louie Gasparro als Hector Morales in Bull
- 2016–2018: Zak Orth als Bill Boerg in Falling Water
- 2016–2017: Richard Zeppieri als Bankangestellter in Incorporated
- 2016–2018: Eddie Clark als John Polsky in Marvel’s Luke Cage
- 2016: Barry Aird als Vorarbeiter in Marcella
- 2016–2019: Victor Slezak als Kevin Harris in The OA
- 2016–2019: Alec Stockwell als Ithuriel (alt) in Shadowhunters
- 2016–2019: Darcey Johnson als Terry, Simons Lieferant in Travelers – Die Reisenden
- 2016–2019: Edward Bennett als Trevelyan in Victoria
- 2017: JD Ryznar als Nick in Buddy Thunderstruck
- 2017–2018: Adam Feingold als Joe in Marvel’s Iron Fist
- 2017: Stefan Marling als Johannes Svarvare in Rebecka Martinsson
- 2017–2019: Chris Gauthier als Phil in Eine Reihe betrüblicher Ereignisse
- 2017–2019: Darcey Johnson als Straßenbahnfahrer in Eine Reihe betrüblicher Ereignisse
- 2017: Cory Blevins als Jake Kemp in S.W.A.T.
- 2018: als Cruelius Sneezer in Die Abenteuer des Captain Underpants
- 2018: Erick Chavarria als Luis in All about the Washingtons
- 2018: Rhomeyn Johnson als Mr. Hartog in Barbie: Traumvilla-Abenteuer
- 2018: als P.T. McGee in Disenchantment
- 2018–2019: Franky Martín als Patinas Sohn in Gigantes
- 2018–2019: Kurt Yue als Herman Choi in Insatiable
- 2018–2019: Paul Kennedy als Tovis-Fen in Krypton
- 2018: Shouto Kashii als Kisuke Hanada in Sirius the Jaeger
- 2018: Rocky Anderson als Barmann in Take Two
- 2019: als Journalist in Better Than Us
- 2019: Colby French als Frank Cramer in Pearson
- 2019: Jeremy Shamos als David Saverstein in Prodigal Son – Der Mörder in Dir
- 2019–2020: Atticus Todd als Nate in Stumptown
- 2019: Mark Taylor als Drillsergeant in The Umbrella Academy
- 2020: Spencer Garrett als Bill Sweeney in The Comey Rule: Größer als das Amt
- 2020: Blake Boyd als FOX Anchor in Messiah
- 2020: Chris Coppola als Frank in Sneakerheads
- 2020: Patrick Seitz als Mumion in ThunderCats Roar!

## Hörspiele
- 1995: Svend Åge Madsen: Der Kopist – Regie: Hans Gerd Krogmann
- 1996: Gertrude Stein: Ganz fürs Land. Ein Stück buchstäblich in Briefen - Regie: Ulrich Gerhardt
- 2000: Jan Hartman: Albanische Frauen - Regie: Thomas Werner
- 2001: Bernd Gieseking: Die Honigkuchen-Bande. Ein Kindermusical nach einer Idee von Günter Staniewski - Regie: Axel Pleuser
- 2002: John Gilstrap: Nathans Flucht (2 Teile) – Bearbeitung und Regie: Michael Schlimgen
- 2004: Martin Pollack: Anklage Vatermord. Der Fall Philipp Halsmann – Bearbeitung und Regie: Fabian von Freier
- 2004: Peter Carey: Die wahre Geschichte von Ned Kelly und seiner Gang (1. und 3. Teil) – Bearbeitung und Regie: Annette Kurth
- 2004: Donna Leon: Verschwiegene Kanäle (2 Teile) – Bearbeitung und Regie: Corinne Frottier
- 2007: Enno Stahl: Hector - Die Geiselshow - Regie: Thomas Leutzbach
- 2007: Christoph Güsken: Der Untergang des Hauses K. (2 Teile) - Regie: Petra Feldhoff
- 2008: Friedemann Schulz: Die Augen - Regie: Thomas Leutzbach
- 2009: Peter Meisenberg: Radio-Tatort: Staatsfeinde - Regie: Thomas Leutzbach
- 2009: Fabian von Freier, Andreas von Westphalen: Terrorspiele - Regie: Fabian von Freier; Andreas von Westphalen
- 2009: Erhard Schmied: Kolibri - Regie: Christoph Pragua
- 2016: William Hope Hodgson: Fungus – Pilz des Grauens – Bearbeitung und Regie: Jörg Buttgereit; Bodo Traber
- 2017: Bodo Traber: Paradise Revisited – Regie: Bodo Traber
- 2018: Jörg Buttgereit: Summer of Hate – Regie: Jörg Buttgereit
- 2018: Bodo Traber: Nachtexpress: Nacht und Neumond – Regie: Bodo Traber